# The Reptile
The Reptile és una pel·lícula de terror de 1966 realitzada per Hammer Productions. Va ser dirigida per John Gilling i protagonitzada per Noel Willman, Jacqueline Pearce, Ray Barrett, Jennifer Daniel i Michael Ripper.

## Argument
A principis del segle xx, al poble fictici de Clagmoor Heath en Cornualla, diversos vilatans estan morint del que es considera com la "Pesta Negra". Harry Spalding (Ray Barrett) hereta la cabanya del seu difunt germà i arriba amb la seva nova esposa, Valerie (Jennifer Daniel). Els habitants del poble es mantenen allunyats de la parella nouvinguda i només el taverner, Tom Bailey (Michael Ripper), es fa amic d'ells. Bailey explica que l'hostilitat exhibida per la gent del poble és el resultat de moltes morts misterioses en la comunitat.
El sinistre Dr. Franklyn (Noel Willman), l'amo de la pròxima Well House, és l'únic resident en la rodalia de la cabanya, i viu amb la seva filla Anna (Jacqueline Pearce). El Doctor tracta a la seva filla amb cruel menyspreu i és atesa per un silenciós servent malai (Marne Maitland).
Amb l'esperança de saber alguna cosa de les morts, Harry convida a l'excèntric local, Mad Peter (John Laurie) a sopar a casa. Després d'advertir-los que les seves vides estan en perill, Mad Peter marxa ràpidament només per a tornar més tard aquesta nit tirant escuma per la boca, amb la cara ennegrida i inflada. Mor als pocs minuts. Els Spalding intenten alertar al Dr. Franklyn, però Franklyn afirma amb arrogància que la mort de Peter no és de la seva incumbència, explicant que ell és un doctor en divinitat, no un cirurgià.
En un intent per ajudar a Harry a aclarir el misteri, Tom Bailey desenterra il·legalment el cadàver de Mad Peter i descobreix una estranya ferida en el coll com una mossegada de serp. Harry i Tom desenterren el taüt del germà mort d'Harry i descobreixen que el cadàver també té aquestes mateixes marques estranyes. En adonar-se que estan amenaçats per alguna cosa molt pitjor del que mai havien imaginat, Harry respon ràpidament a un missatge urgent de Well House. Allí és mossegat per una misteriosa criatura rèptil, però encara aconsegueix tornar a la seva llar i recuperar-se de la mossegada.
Mentrestant, en el misteriós estatge, Valerie és testimoni de l'intent del Dr. Franklyn de matar a la seva pròpia filla maleïda (que es va transformar en una criatura rèptil després de ser segrestada per un culte de serps malai que incloïa al propi servent del metge). També és testimoni d'una feroç lluita entre el metge i el servent malai trastornat. Durant la batalla una llanterna es bolca i el Dr. Franklyn és mossegat pels ullals verinosos de la seva filla rèptil. Tant el metge com el rèptil moren en el foc i Well House s'esfondra en flames amb Harry i Valerie fugint per a salvar les seves vides.

## Elenc
- Noel Willman com el Dr. Franklyn.
- Ray Barrett com Harry George Spalding.
- Jennifer Daniel com Valerie Spalding.
- Jacqueline Pearce com Anna Franklyn.
- Michael Ripper com Tom Bailey.
- John Laurie com Mad Peter.
- Marne Maitland com el malai.
- David Baron com Charles Edward Spalding.
- Charles Lloyd-Pack com el vicari.
- Harold Goldblatt com l'advocat.
- George Woodbridge com Old Garnsey.

## Producció
La producció es va filmar una després d'una altra amb The Plague of the Zombies i va utilitzar molts dels mateixos decorats, incloses preses exteriors en els terrenys de Oakley Court prop de Bray, Berkshire (vist cremant en els fotogrames finals). Jacqueline Pearce i Michael Ripper van aparèixer ambdues pel·lícules. La cabana utilitzadaen la pel·lícula estava situada en la localitat de Brentmoor Road en West End de la ciutat de Woking en l'estat de Surrey. Les preses de bruguerars van ser de West End i Chobham Common. L'estació de tren que es va albirar breument prop del començament de la pel·lícula va ser l'estació de tren deLoudwater.
Com es documenta en llibres sobre la història de Hammer Productions, a l'actriu Jacqueline Pearce no li agradava usar el maquillatge Reptile perquè sofria de claustrofòbia. Després d'aquesta pel·lícula, va jurar que mai usaria maquillatge de "criatura" en els seus futurs projectes d'actuació.
La pel·lícula es va estrenar en alguns mercats en un llargmetratge doble amb Rasputin, The Mad Monk.
John Burke va escriure una novelización de la pel·lícula com a part del seu llibre de 1967 The Second Hammer Horror Film Omnibus.

## Recepció de la crítica
The Hammer Story: The Authorised History of Hammer Films va titllar la pel·lícula "Hammer clàssic dels seixanta";  mentre que Allmovie va escriure, "hi ha algunes inconsistències en el guió d'Anthony Hinds, però la pel·lícula està magníficament muntada i ofereix la seva part de commocions"; Time Out va escriure, "és més lent i més temperamental que la seva peça complementària (Plague of the Zombis), però sorprenentment Conan Doyleish en les seves majestuoses disfresses. Jacqueline Pearce és fenomenal"; i British Horror Films va dir senzillament "és magnífic".
The Monthly Film Bulletin va escriure que "té una dignitat inusualment controlada per a una producció de Hammer; en lloc de les habituals vessaments de sang, se'ns convida a observar amb nerviosa curiositat la lenta autodestrucció d'un home orgullós però supersticiós incapaç de rescatar a la seva filla de la meitat del destí -li va desitjar ell només ... En conjunt, una pel·lícula de bastant mèrit ". Kevin Thomas de Los Angeles Times va criticar la pel·lícula i va escriure que "el guió és massa ximple per a tots, excepte per als més acrítics".